# Sant'Andrea degli Scozzesi
Sant'Andrea degli Scozzesi, (en français Saint André des Ecossais ou en anglais St Andrew of the Scots) est une ancienne église à Rome, en Italie, située près de la Piazza Barberini, sur la Via delle Quattro Fontane. Elle a été déconsacrée en 1962. 

## Histoire
L'église a été construite à la demande du pape Clément VIII en 1592 sous le titre de S.Andrea et S.Margherita Regina et son but était de recevoir la communauté de pèlerins écossais à Rome, en particulier ceux qui cherchaient la prêtrise. L'auberge voisine était un refuge pour les catholiques écossais qui fuyaient leur pays en raison des persécutions. En 1615, le pape Paul V a donné aux jésuites l'auberge et le Collège écossais voisin. Il a été reconstruit en 1645. La communauté est devenue encore plus importante lorsque James Francis Edward Stuart, le vieux Prétendant, s'est installé à Rome en 1717. Le complexe a été abandonné pendant l'occupation française de Rome au milieu du XVIIIe siècle. En 1820, les activités religieuses reprennent, mais plus entre les mains des jésuites. L'église a été reconstruite en 1869 par Luigi Poletti. 
L'église a été déconsacrée en 1962 et incorporée dans une banque. Le séminaire écossais et le "Pontificio Collegio Scozzese" (The Scots College) ont également déménagé dans un nouvel emplacement sur la Via Cassia. La fête de Saint André y est célébrée le 30 novembre. 

## Art
Une façade baroque simple à deux étages n'est décorée que d'une croix et de deux poissons de Saint André, le saint patron de l'Écosse. L'ancien séminaire écossais est toujours décoré des armoiries et de la devise écossaises. 
L'intérieur est resté intact après la déconsécration. En plus de la nef, l'église a deux couloirs, des chapelles latérales et des voûtes en berceau au plafond, qui au centre abrite une fresque du XVIe siècle, "Santo Andre me Gloria". 